# (216345) Savigliano
(216345) Savigliano est un astéroïde de la ceinture principale.

## Description
(216345) Savigliano est un astéroïde de la ceinture principale. Il fut découvert le 4 décembre 2007 à San Marcello Pistoiese par Luciano Tesi et Michele Mazzucato. Il présente une orbite caractérisée par un demi-grand axe de 2,62 UA, une excentricité de 0,09 et une inclinaison de 4,1° par rapport à l'écliptique.

## Compléments